# Winter-Asienspiele 2017/Eiskunstlauf
Bei den Winter-Asienspielen 2017 wurden vom 24. bis 26. Februar 2017 vier Wettbewerbe im Eiskunstlauf ausgetragen. Austragungsort der Wettkämpfe war das Makomanai-Hallenstadion in Sapporo.

## Herren
| Platz | Name          | Nation | Punkte | KP    | K      |
| ----- | ------------- | ------ | ------ | ----- | ------ |
| 1     | Shōma Uno     | JPN    | 281,27 | 92,43 | 188,84 |
| 2     | Jin Boyang    | CHN    | 280,08 | 92,86 | 187,22 |
| 3     | Yan Han       | CHN    | 271,86 | 91,56 | 180,30 |
| 4     | Takahito Mura | JPN    | 263,31 | 90,32 | 172,99 |
| 5     | Brendan Kerry | AUS    | 237,37 | 82,74 | 154,63 |
| 6     | Misha Ge      | UZB    | 233,93 | 76,18 | 157,75 |

Datum: 24. Februar 2017, Kurzprogramm (= KP) und 26. Februar 2017, Kür (= K)

## Damen
| Platz | Name                  | Nation | Punkte | KP    | K      |
| ----- | --------------------- | ------ | ------ | ----- | ------ |
| 1     | Choi Da-bin           | KOR    | 187,54 | 61,30 | 126,24 |
| 2     | Li Zijun              | CHN    | 175,60 | 58,65 | 116,95 |
| 3     | Elisabet Tursynbajewa | KAZ    | 175,04 | 53,16 | 121,88 |
| 4     | Rika Hongo            | JPN    | 161,37 | 60,98 | 100,39 |
| 5     | Kailani Craine        | AUS    | 154,41 | 55,02 | 099,39 |
| 6     | Yu Shuran             | SIN    | 146,70 | 50,99 | 095,71 |

Datum: 23. Februar 2017, Kurzprogramm (= KP) und 25. Februar 2017, Kür (= K)

## Paare
| Platz | Name                           | Nation | Punkte | KP    | K      |
| ----- | ------------------------------ | ------ | ------ | ----- | ------ |
| 1     | Yu Xiaoyu / Zhang Hao          | CHN    | 223,88 | 77,90 | 145,98 |
| 2     | Peng Cheng / Jin Yang          | CHN    | 197,06 | 67,24 | 129,82 |
| 3     | Ryom Tae-ok / Kim Ju-sik       | PRK    | 177,40 | 65,22 | 112,18 |
| 4     | Kim Su-yeon / Kim Hyung-tae    | KOR    | 149,40 | 49,28 | 100,12 |
| 5     | Kim Kyu-eun / Alex Kam         | KOR    | 141,88 | 46,64 | 095,24 |
| 6     | Narumi Takahashi / Ryo Shibata | JPN    | 130,53 | 48,78 | 081,75 |

Datum: 24. Februar 2017, Kurzprogramm (= KP) und 25. Februar 2017, Kür (= K)

## Eistanz
| Platz | Name                             | Nation | Punkte | KT    | K     |
| ----- | -------------------------------- | ------ | ------ | ----- | ----- |
| 1     | Wang Shiyue / Liu Xinyu          | CHN    | 164,28 | 66,02 | 98,26 |
| 2     | Kana Muramoto / Chris Reed       | JPN    | 159,14 | 64,74 | 94,40 |
| 3     | Chen Hong / Zhao Yan             | CHN    | 142,42 | 59,02 | 83,40 |
| 4     | Lee Ho-jung / Richard Kam        | KOR    | 131,22 | 51,56 | 79,66 |
| 5     | Ibuki Mori / Kentarō Suzuki      | JPN    | 124,12 | 48,84 | 75,28 |
| 6     | Matilda Friend / William Badaoui | AUS    | 105,98 | 42,56 | 63,42 |

Datum: 23. Februar 2017, Kurztanz (= KT) und 24. Februar 2017, Kür (= K)